# 龍華
龍華（りゅうげ、竜華）は、大阪府八尾市内の一地域。かつては中河内郡に属する独立した町であった。
八尾市の西側に位置し、大まかには国道25号を中心に、JR大和路線と平野川に囲まれた地域である。具体的には神武町の一部、南久宝寺の一部、渋川町の一部、安中町、陽光園の一部、明美町の一部、南本町の一部、高美町の一部、曙町、亀井町、北亀井町、龍華町、跡部本町、跡部北の町、春日町、太子堂、東太子、植松町、永畑町、相生町、竹渕西、竹渕、竹渕東、南亀井町、跡部南の町、南太子堂、南植松町の各地域に該当する。

## 歴史・概要
もとは古大和川と平野川に挟まれた地を指し、橘島（たちばなじま）とも呼ばれた。地名の由来は二説あり、ひとつは奈良時代に創建された龍華寺によるもの。橘の別称は「龍華」を「立花」と表記したことに起因するとも言われる。
もうひとつは754年（天平勝宝6年）に、風雨が治まるように大和川へ櫛笥とタチバナを流したところ、タチバナが当地で止まったことによるもの。

### 近代以前
古代・飛鳥時代以前は、大和朝廷の中枢部に影響力を維持していた豪族・物部氏の拠点の一部であり、物部守屋はここで蘇我馬子、厩戸皇子らと合戦を行い敗れ去っている。守屋の墓がこの地に残っている。そのころにはすでに難波津と飛鳥を結ぶ渋川道（のちの竜田越奈良街道）が設置され、交通の中継点であった。律令制制定以降は、河内国渋川郡に属する。
769年（神護景雲3年）に称徳天皇が西京由義宮に行幸の際、龍華寺に参詣されたとされるが、現在は廃寺となっており、安中小学校庭に龍華寺址碑が建てられている。
中世以降、奈良街道周辺を中心に亀井、太子堂、植松などの集落が形成されるようになる。亀井は近世を通じて行政上は一村として扱われていたが、実際には領主別に亀井・東亀井・西亀井に三分されていた。1704年（宝永元年）の大和川の付け替え後に旧河床は新田開発され、安中新田が成立した。新田や低湿地の土を掻き揚げた半田（掻揚田）において綿作が広範に行われるようになった。

### 近代以降
（日本 > 大阪府 > 中河内郡 > 龍華村→龍華町）
- 1889年（明治22年）
  - 4月1日 町村制施行に伴い、渋川郡竹渕村、亀井村、渋川村、太子堂村、植松村、安中新田が合併し、渋川郡龍華村が発足。
  - 5月14日 大阪鉄道 湊町 - 柏原間が開業。大字安中に八尾駅が開設される。
- 1896年（明治29年）4月1日 郡の統廃合により、中河内郡龍華村となる。
- 明治 - 大正時代には奈良街道の少し南側に新しい道が設置され、現在の亀井交差点 - 南太子堂交差点、太子堂交差点 - 老原交差点付近がまっすぐに付け替えられた。
- 1910年（明治43年）12月1日 大字亀井に久宝寺駅が開設される。
- 1927年（昭和2年）6月1日 町制施行。中河内郡龍華町となる。
- 1938年（昭和13年）10月1日 八尾駅 - 久宝寺駅間に竜華操車場が開設される。
- 1948年（昭和23年）4月1日 龍華町・久宝寺村・八尾町・大正村・西郡村の2町3村が合併、市制を施行し八尾市となり、中河内郡を離脱。当初は、大正村と共に大阪市編入促進既成同盟に参加するなど大阪市への編入を構想していたが、戦後の行政業務複雑化と、それに伴う町村経費の増大、また大阪市が慎重な態度を取っていた事から八尾市の新設へと動いた。[1]

### 八尾市制施行以降
- 1958年、太子堂交差点に八尾市内では初めて信号機が設置される。
- 1984年、竜華操車場は操車場としての機能を停止。1997年に操車場が正式に廃止となり、跡地の再開発（大阪竜華都市拠点土地区画整理事業）が開始され、2006年に竣工する。

## 地理
| 八尾市旧村境界概略地図 |
| --- |
| 竹渕 亀井 渋川 太子堂 植松 安中新田 |
| 地図で示されている地域のうち、カラーで塗られている部分が旧龍華町の地域。各々の地区名は旧村名（大字名）を示す。 注：表示環境により文字の位置がずれることがあります。 |

国道25号沿いに発達した東西に細長い地域である。国道沿いは商業地、国道の少し北側の旧街道沿いには古い民家が多い。地域全体に小規模の工場が散在しているが一部は規模の大きな工業地となっている。龍華町自体は旧竜華操車場跡地の再開発によって出来た新しい地域である。

### 河川
地域北では長瀬川が流れる。かつての久宝寺川（大和川の本流）であり、大和川付け替え後に井路川水路となった長瀬川の沿岸部・JR八尾駅付近は安中新田だった地域である（詳細は後述）。
地域南には平野川が流れる。当地内ではかつて「龍華川」「了意川」とも呼ばれた。

### 交通
道路
- 近畿自動車道
当地にインターチェンジはなく、ちょうど八尾ICと長原ICの中間点にあたる。
- 国道25号
主な交差点として「亀井西交差点」「亀井東交差点」と「太子堂交差点」があり、大阪中央環状線北行き、大阪中央環状線南行き、旧大阪中央環状線と交差している。
- 大阪府道2号大阪中央環状線

鉄道
- JR関西本線（大和路線）、おおさか東線
  - 久宝寺駅
  - 八尾駅

路線バス
- 近鉄バスが主に走る。近鉄八尾駅・JR八尾駅・久宝寺駅・八尾南駅（さらに藤井寺駅）の各駅を結ぶ路線がある。
- 大阪市営バスはJR平野駅から近鉄八尾駅までの路線があり、JR大和路線の北側を並走したが、2014年3月末で廃止された。竹渕地区は近隣の大阪市平野区内を走る路線が利用できる。
- 2000年代にはコミュニティバスとして愛あいバスがあり、竹渕地区と久宝寺駅（当初は近鉄八尾駅）を結んだが見直しにより廃止された。1990年代以前は国道25号上をあべの橋と志紀方面を結ぶ路線も存在した。これらの路線が走っていた亀井町や竹渕地区は路線バス空白地となっている。
- 竹渕地区については大阪バスが久宝寺駅と地下鉄出戸駅との間で2016年7月から路線バスを運行しており、上記愛あいバスの路線と一部重複する。

## 地域

### 神武町、南久宝寺、渋川町、高町、安中町、陽光園、明美町、松山町、南本町、高美町、曙町
JR関西本線（大和路線）の北側に位置し、旧久宝寺川河川床は安中新田、その北側は植松村の飛び地であった。近代以降は大字安中となり、八尾市制施行以後の区画整理や住所表記変更で複雑に分かれ、旧八尾町との町境は判別困難である。
主な施設、旧跡
- 大阪府立八尾高等学校
- 八尾警察署
- 八尾駅
- 八尾市立安中小学校

### 竹渕西、竹渕、竹渕東

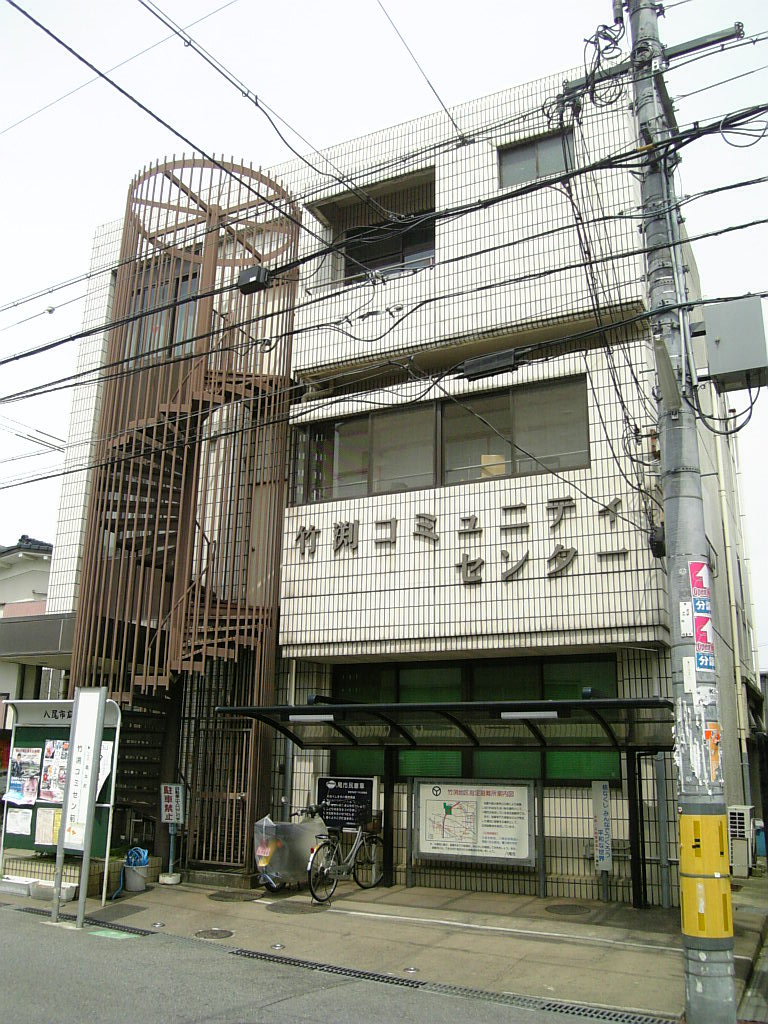
市役所竹渕出張所・竹渕コミセン
（八尾市竹渕東1-212）

この地域は大阪中央環状線より西側に位置し、亀井西交差点と平野川の間で八尾市と接しているものの、周囲を大阪市平野区に囲まれており、八尾市の飛地に近い状態となっている。この地域はNTT固定電話が八尾MA（市外局番072）でなく、大阪MA（市外局番06）となっている。路線バスも八尾市中心部と結ぶものは存在せず、隣接する地域に発着する大阪シティバスが利用できる状況にある。鉄道は平野区の加美駅のほうが近い地域になる（ただしバス便はない）。竹渕と竹渕西の間には阪和貨物線跡の盛り土があり低く狭い立体交差が残っている。
歴史的経緯により市町村制施行時に龍華村に属し、現在は八尾市の一部となった。最西端は平野郷に接しており、環濠跡の一部が市境となっている。
なお、竹渕は、住所表記では「たけふち」と読むが、昔は「たこち」と読んでいた。竹渕小学校も「たこちしょうがっこう」と読む。
主な施設、旧跡
- 竹渕第一公園
- 竹渕神社
天照皇大神宮を祭る。広大な敷地（神域）を持つが、かつては周囲を濠で囲まれていた。周囲が住宅地化されたため昭和44年に濠を埋め立てて神域を広くした。大阪府神社庁サイトの案内では「たけふちじんじゃ」と記されている。
- 八尾市役所竹渕出張所・竹渕コミュニティセンター
- 八尾市立竹渕小学校
- 不易糊工業本社工場

### 亀井町、北亀井町、南亀井町、跡部本町、跡部北の町、跡部南の町
古来、この地に物部氏の別業（別荘）があったとされ、物部守屋戦死後は蘇我氏や四天王寺領となっていた。中世には幾度か戦場となっている。近世以降は奈良街道の通過点として栄え、現在は商店や住宅が建ち並ぶ。北亀井町周辺は規模の大きい工場・事業所が多い。
主な施設、旧跡
- 八尾市消防本部亀井出張所
- 八尾市立亀井小学校
- 跡部神社
- 真観寺
- 八尾亀井郵便局
- シャープ八尾工場
- 八尾市立亀井中学校

### 龍華町

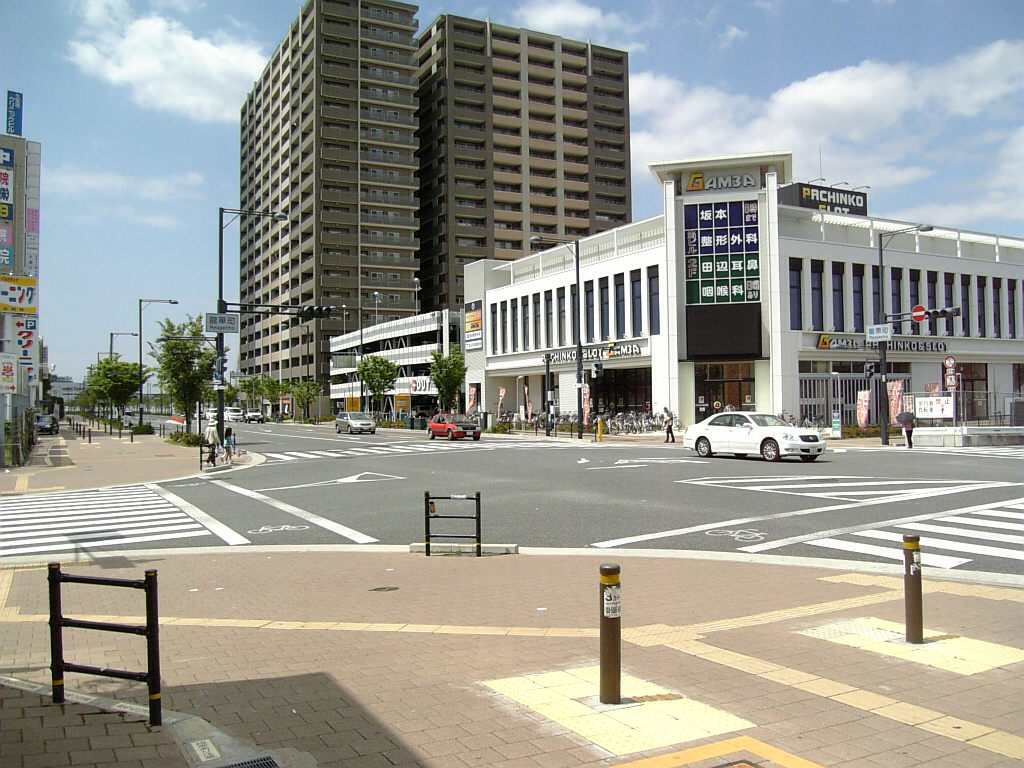
龍華交差点

JR久宝寺駅の南側、かつての竜華操車場跡地を再開発してできた新しい地域である。かつての住所表記は西側が大字亀井、東側は大字渋川であった。龍華町交差点周辺に高層マンションや商業施設が建ち並ぶが、西側は未だ開発途上である。
主な施設、旧跡
- 久宝寺駅
- 八尾市立病院

### 太子堂、南太子堂、東太子、春日町
国道25号と旧大阪中央環状線が交わる「太子堂交差点」を中心とする地域であり、表通りから少しはいると住宅地となっている。
交差点の少し西には物部守屋の墓があり、さらに西には聖徳太子ゆかりの大聖勝軍寺がある。交差点の南西にはかつて八尾市立病院があり、現在は龍華町に移転し、2008年現在、跡地は更地となっている。
主な施設、旧跡
- 大聖勝軍寺
- 八尾市立龍華中学校
- 八尾南太子堂郵便局
- アベル本社
- 八尾市立龍華小学校
- 物部守屋墓

### 植松町、南植松町、永畑町、相生町
主な施設、旧跡

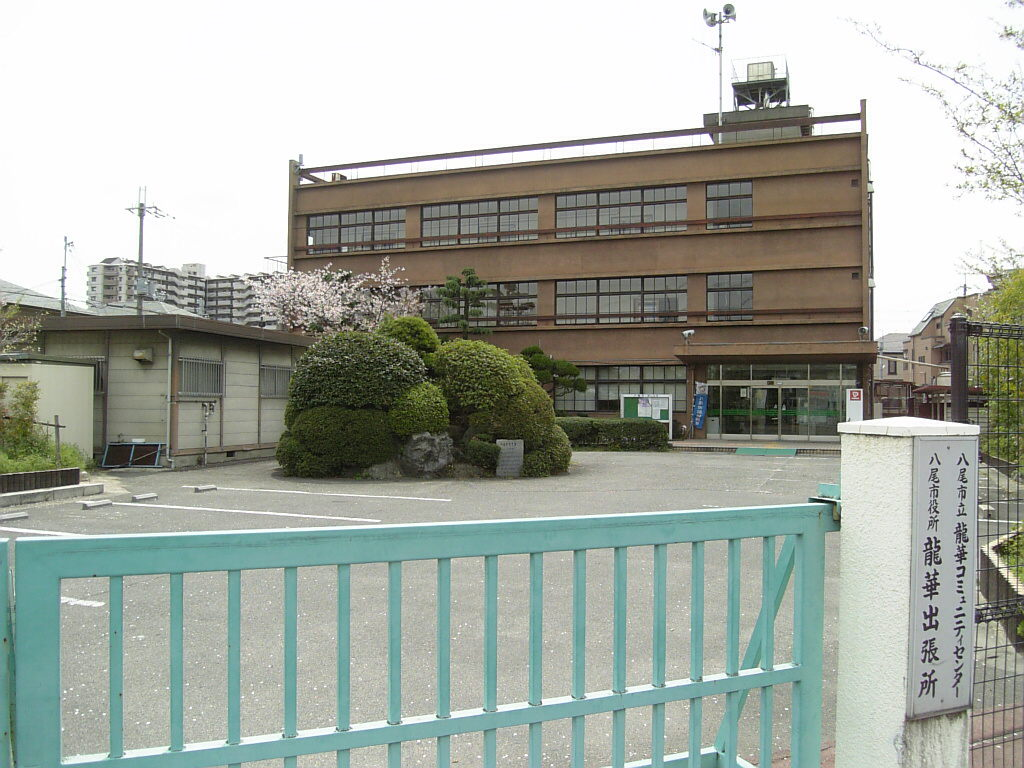
市役所龍華出張所・龍華コミセン
（八尾市植松町5−8−32）

- 八尾市役所龍華出張所・龍華コミュニティセンター
- 渋川神社
- 八尾市立永畑小学校
- グルメシティ近畿
- 八尾相生町郵便局
- 東洋アルミニウム工場